# ニューヨーク市地下鉄K系統
ニューヨーク市地下鉄K系統（ニューヨークしちかてつKけいとう、英語: K Eighth Avenue Local）はかつてニューヨーク市地下鉄Bディビジョンで使用されていた運転系統。カラーは青（ビビット・ブルー）で、1988年までマンハッタン区のIND8番街線で運行されていた。1985年5月6日まではニューヨーク市地下鉄AA系統という名前であった。

## 歴史

### AA系統での運行

1979年まで使用されていたロゴ

1979年から1985年まで使用されていたロゴ

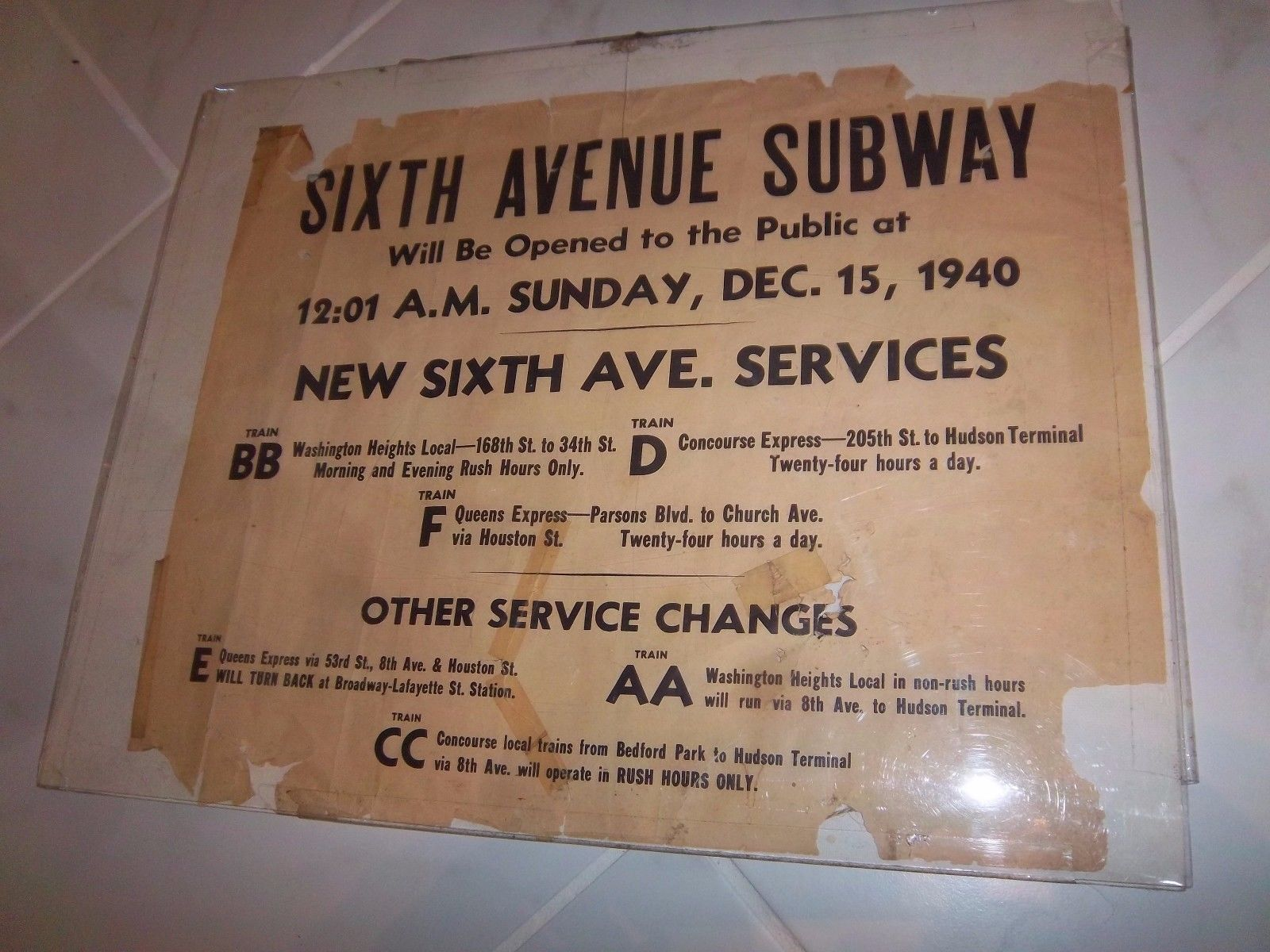
1940年の6番街線各駅停車の運転の開始による、運行内容の変更が説明されている張り紙。

1932年9月10日、A系統とAA系統はIND8番街線の開通に伴って、運行が開始された。インディペンデント・サブウェイ・システム（IND）は急行運転する系統には大文字一つを使い、緩行運転する系統には大文字二つを使って区別した。AA系統は168丁目駅からハドソン・ターミナル駅（後のワールド・トレード・センター駅）まで緩行線で運用されることになった。1933年2月1日、A系統がチェンバーズ・ストリート駅からINDフルトン・ストリート線のジェイ・ストリート-ボロー・ホール駅まで延長されるのに伴い、この系統もチェンバーズ・ストリート駅まで延長されたが、Aが運行されなかった時間帯だけの適用であった。
1933年7月1日、AA系統はINDコンコース線が開通された時に運用停止となり、新しくCC系統がIND8番街で緩行線で運行されることになった。
1940年12月15日、IND6番街線の開通に伴い、約7年間運用が停止されていたAA系統は、ラッシュアワー時以外の運行に戻された。ラッシュアワー時の運行はBB系統が6番街線経由で行うことになった。 このパターンは、深夜時間帯の運行がA系統に置き換えられた1977年8月28日まで変更されなかった。

### K系統での運行

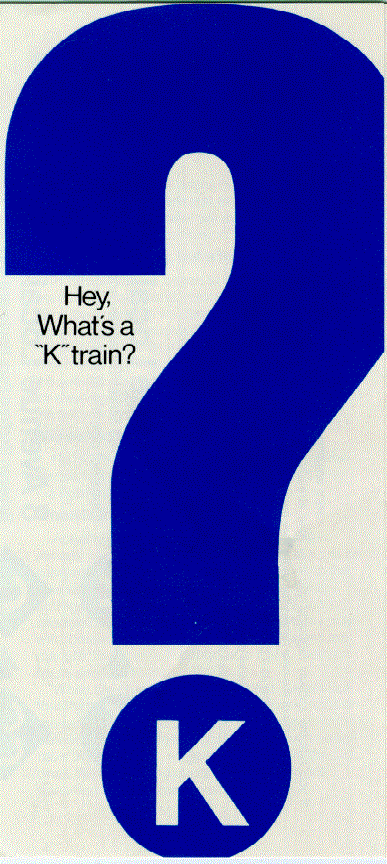
1985年の系統名の変更が説明されているパンフレットの表紙。

1985年5月6日、（系統名の）二重文字の削除の一環として、AAがKに変わった。 この系統は昼間、夜間、週末の3つの時間帯に168丁目駅からワールド・トレード・センター駅まで運行し、深夜時間帯にはA系統がK系統の停車駅に停車した。 ラッシュアワー時では、CCだったC系統が,ベッドフォード・パーク・ブールバード駅とロッカウェイ・パーク-ビーチ116丁目駅を往復して、K系統が8番線の各駅停車になった。 この変更は1987年5月24日まで公式にはスケジュールに反映されなかった。
1988年12月11日、広範囲にわたるサービス変更の一環として、K系統はBおよびC系統に代替され、廃止された。

## 停車駅一覧

### この系統が使われていた路線
| 路線       | 始発駅    | 終着駅                         | 線路   |
| ---------- | --------- | ------------------------------ | ------ |
| IND8番街線 | 168丁目駅 | ワールド・トレード・センター駅 | 緩行線 |

### 停車駅
| 凡例                                    | 凡例                   |
| --------------------------------------- | ---------------------- |
| Stops all times                         | 終日停車               |
| Stops all times except late nights      | 深夜を除き終日停車     |
| Stops weekdays only                     | 平日のみ停車           |
| Stops rush hours in peak direction only | 平日のピーク時のみ停車 |
| 時間帯詳細                              |                        |

| K service       | 駅                                            | バリアフリー・アクセス | 乗換 | 接続と備考                                                                             |
| --------------- | --------------------------------------------- | ---------------------- | --- | -------------------------------------------------------------------------------------- |
| マンハッタン    |                                               |                        | |                                                                                        |
| Stops all times | 168丁目駅                                     | バリアフリー・アクセス | |                                                                                        |
| Stops all times | 163丁目-アムステルダム・アベニュー駅          |                        | |                                                                                        |
| Stops all times | 155丁目駅                                     |                        | |                                                                                        |
| Stops all times | 145丁目駅                                     |                        | A D (INDコンコース線)                                                                                   |                                                                                        |
| Stops all times | 135丁目駅                                     |                        | |                                                                                        |
| Stops all times | 125丁目駅                                     |                        | A D |                                                                                        |
| Stops all times | 116丁目駅                                     |                        | |                                                                                        |
| Stops all times | カテドラル・パークウェイ-110丁目駅            |                        | |                                                                                        |
| Stops all times | 103丁目駅                                     |                        | |                                                                                        |
| Stops all times | 96丁目駅                                      |                        | |                                                                                        |
| Stops all times | 86丁目駅                                      |                        | |                                                                                        |
| Stops all times | 81丁目-自然史博物館駅                         |                        | |                                                                                        |
| Stops all times | 72丁目駅                                      |                        | |                                                                                        |
| Stops all times | 59丁目-コロンバス・サークル駅                 |                        | A D 1 (IRTブロードウェイ-7番街線)                                                                       |                                                                                        |
| Stops all times | 50丁目駅                                      |                        | E |                                                                                        |
| Stops all times | 42丁目-ポート・オーソリティ・バスターミナル駅 |                        | A E 1 2 3 (IRTブロードウェイ-7番街線), 7 (IRTフラッシング線), (BMTブロードウェイ線）,S (42丁目シャトル) | ポート・オーソリティ・バスターミナル 備考:黄色のB及びD系統は廃止                       |
| Stops all times | 34丁目-ペン・ステーション駅                   |                        | A E | アムトラック, ロングアイランド鉄道, ニュージャージー・トランジット 、ペンシルベニア駅  |
| Stops all times | 23丁目駅                                      |                        | E |                                                                                        |
| Stops all times | 14丁目駅                                      |                        | A E L (BMTカナーシー線)                                                                                 |                                                                                        |
| Stops all times | 西4丁目-ワシントン・スクエア駅                |                        | A E F <F> S JFK (IND6番街線)                                                                            | パストレイン、9丁目駅乗換 備考:グランド・ストリート・シャトルとJFKエクスプレスは廃止。 |
| Stops all times | スプリング・ストリート駅                      |                        | E |                                                                                        |
| Stops all times | キャナル・ストリート駅                        |                        | A E |                                                                                        |
| Stops all times | ワールド・トレード・センター駅                |                        | E A (IND8番街線、チェンバーズ・ストリート駅) 2 3 (IRTブロードウェイ-7番街線、パーク・プレイス駅)        | パストレイン、ワールド・トレード・センター駅                                           |